# Коноваловский сельсовет (Курганская область)
Коноваловский сельсовет — упразднённые административно-территориальная единица и муниципальное образование со статусом сельского поселения в составе Макушинского района Курганской области России в связи с преобразованием района в Макушинский муниципальный округ. 
Административный центр — село Коновалово.

## История
В соответствии с Законом Курганской области от 6 июля 2004 года № 419 сельсовет наделён статусом сельского поселения.

## Население
| 1989 | 2002  | 2010 | 2012 | 2013 | 2014 | 2015 |
| ---- | ----- | ---- | ---- | ---- | ---- | ---- |
| 1093 | ↗1156 | ↘838 | ↘807 | ↘773 | ↘720 | ↘704 |
| 2016 | 2017  | 2018 | 2019 | 2020 |      |      |
| ↘683 | ↘682  | ↘680 | ↘669 | ↘648 |      |      |

## Состав сельского поселения
| № | Населённый пункт | Тип населённого пункта       | Население |
| - | ---------------- | ---------------------------- | --------- |
| 1 | Коновалово       | село, административный центр | ↘711      |
| 2 | Привольное       | деревня                      | ↘44       |
| 3 | Раздолье         | деревня                      | ↘83       |